# Naučná stezka Soos
Naučná stezka Soos prochází územím národní přírodní rezervace Soos a tematicky se zaměřuje na geologii, botaniku a zoologii. Její celková délka měří asi dva kilometry a nachází se na ní devět zastavení. Součástí jsou i informační panely, které nejsou umístěny přímo na trase naučné stezky – např. expozice dinosaurů, expozice muzea v budově či záchranná stanice pro poraněné dravce.

## Průběh trasy
Začátek naučné stezky je asi 200 metrů od železniční stanice Nový Drahov, u parkoviště před vstupem do národní přírodní rezervace. Prochází areálem rezervace, zpřístupněným návštěvníkům, okolo Císařského pramene a na konci ústí na silničku na Kateřinu. Zde se stáčí doleva a po silnici okolo pramene Věra a podél Muzeální úzkokolejné železnice se vrací k železniční stanici.

## Zastavení
- Geologická mapa, hydrologická mapa, profil Chebské pánve
- Sooská kotlina, plán NPR Soos
- Císařský pramen
- Fauna – živočichové v rezervaci
- Profil ložiska křemeliny – křemelinový štít
- Mofety (profil Sooské kotliny v prostoru mofet)
- Slanomilná flora v rezervaci
- Rašeliništní květena
- Pramen Věra (plán pramenné oblasti, profil vzniku pramenů, plán vzniku pramenů v Chebské pánvi)